# ラフカディオ・ハーン庭園
ラフカディオ・ハーン庭園（ラフカディオ・ハーンていえん、英語: Lafcadio Hearn Japanese Gardens）、別名小泉八雲記念庭園あるいは小泉八雲庭園は、アイルランドのウォーターフォード県トラモアにある、小泉八雲（ラフカディオ・ハーン）を記念する庭園である。トラモアは八雲が子ども時代に暮らしていたことがある町である。八雲の人生の段階を象徴する複数の庭園からなっている。2015年にオープンした。

## 背景

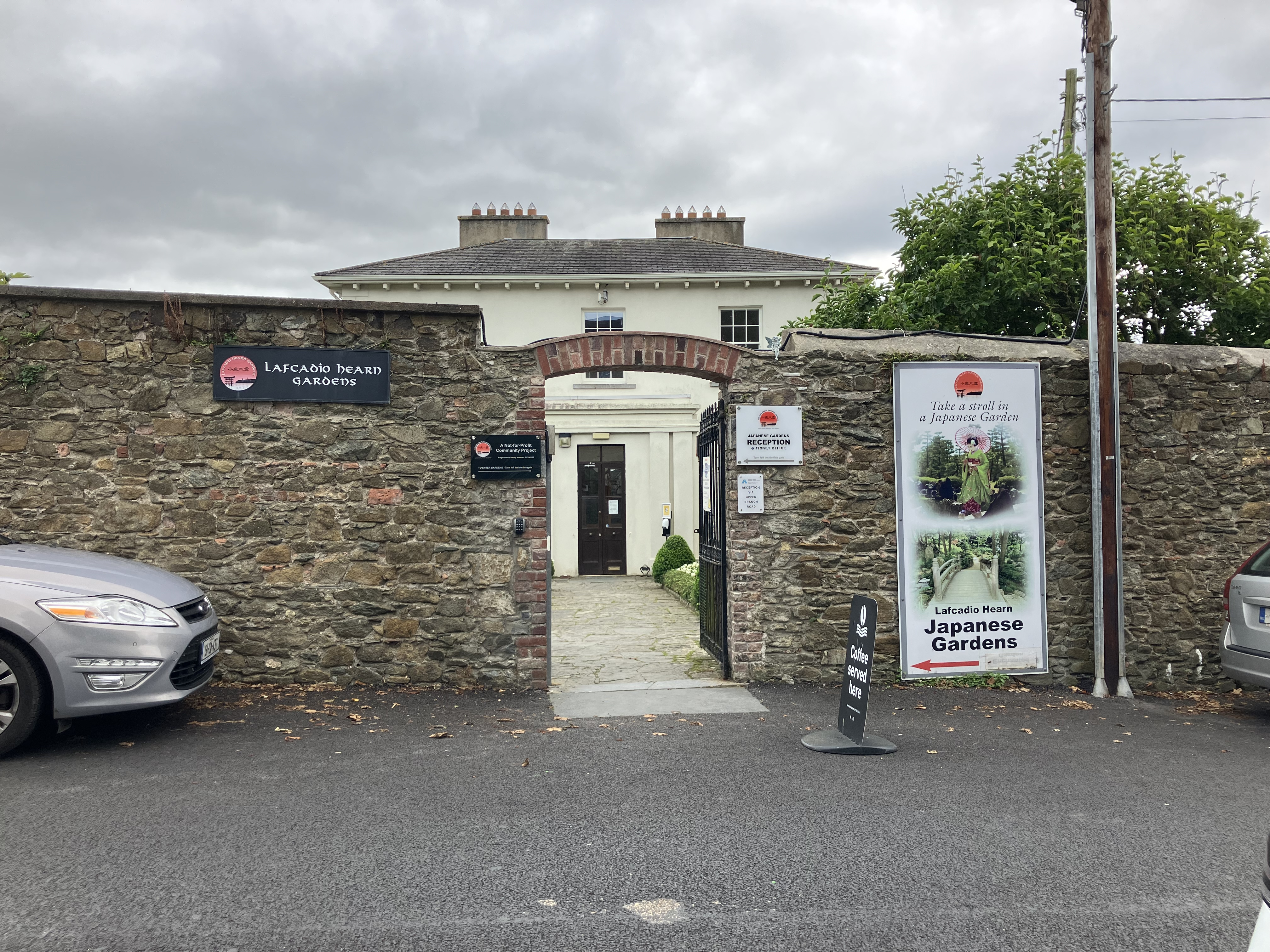
ラフカディオ・ハーン庭園の入り口

ラフカディオ・ハーンは1850年にレフカダ島でアイルランド人の父とギリシャ人の間に生まれた。1850年代半ば頃から、まだ子どもであったラフカディオ・ハーンは夏のほとんどを大叔母で保護者であったサラ・ブレナンとともにトラモアで過ごした。幼いハーンはこの海辺の町で地元の人々からおとぎ話などを聞いて楽しんでおり、おそらく子ども時代で一番幸せな時期であったと考えられる。ハーンが自らの父に最後に会ったのはこのトラモアであり、1857年のことだった。ハーンの曾孫である小泉凡は「トラモアはハーンがアイルランドの歴史に底流するケルト的精神性を理解する上で最も大切な場所の一つだった」と述べている。

## 来歴

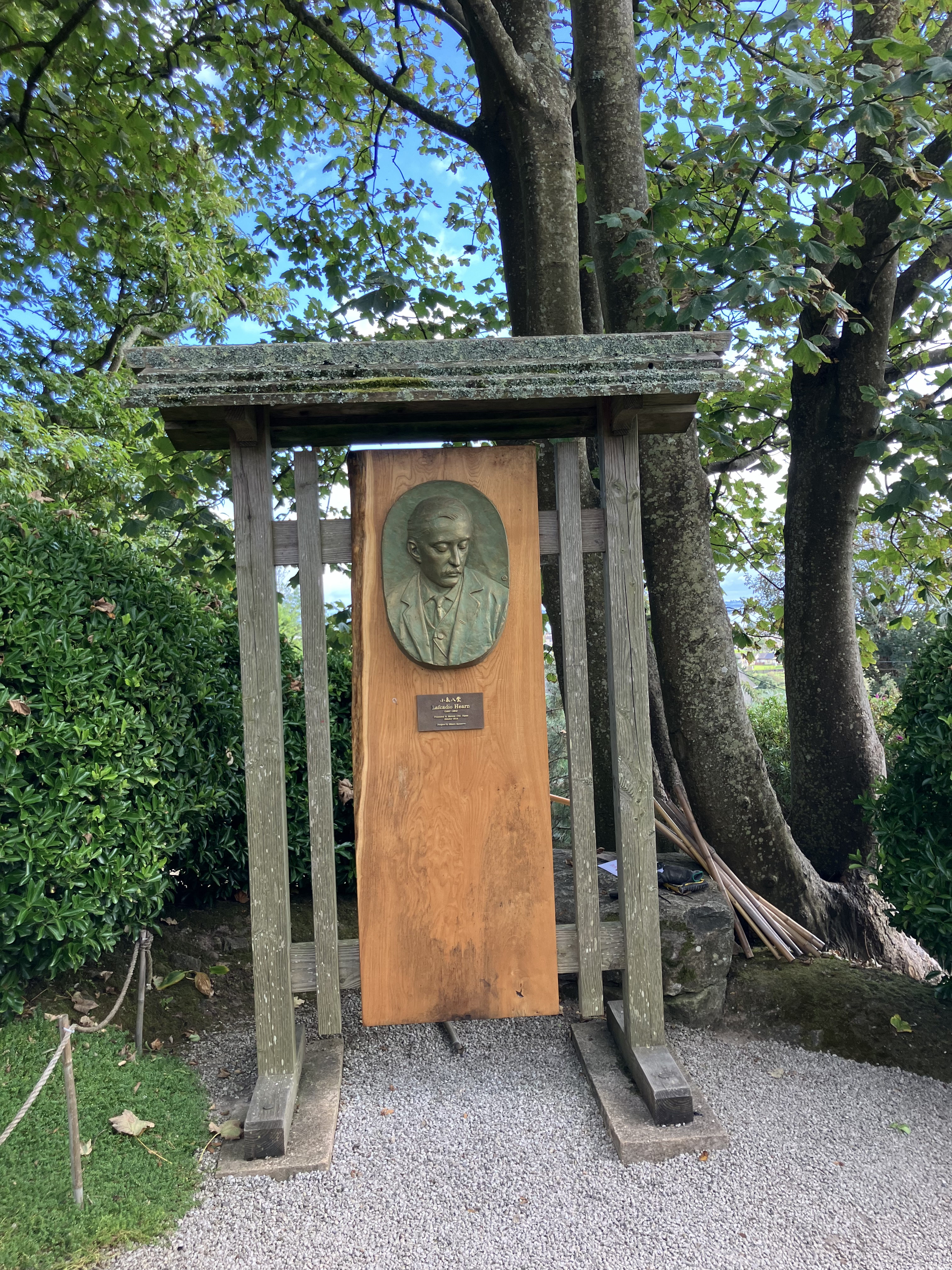
松江市から贈呈された、倉澤實作によるラフカディオ・ハーンのレリーフ

2012年にハーンの曾孫である小泉凡夫妻がトラモアを訪れ、地元に住むアグネス・エイルワードとともに記念庭園を造るアイディアを話し合った。19世紀にトラモア・ハウスという邸宅があった場所の跡地に庭園が造られることになった。エイルワードの他、トラモア・ディヴェロップメント・トラスト、ウォーターフォード市・県議会などの協力を得て2014年6月に庭園造りが始まった。建築予算は500万ユーロで、ウォーターフォード市・県議会の他、日本万国博覧会記念基金からも助成があった。2015年6月には大部分が完成し、一般公開された。同年10月には開館したばかりの庭園で日本文化を紹介するイベントが実施された。この時に松江市から送られた倉澤實作による小泉八雲レリーフの除幕式も実施された。この時期までで既に数千人の来場者がいたという。
2017年と2019年には日本庭園を中心に改修が行われた。2021年には、トラモア町民はこの庭園に無料で入れるものの、それ以外の入場者、とくにウォーターフォード県民にも入場料がかかることがウォーターフォード市・県議会で問題視された。

## デザイン

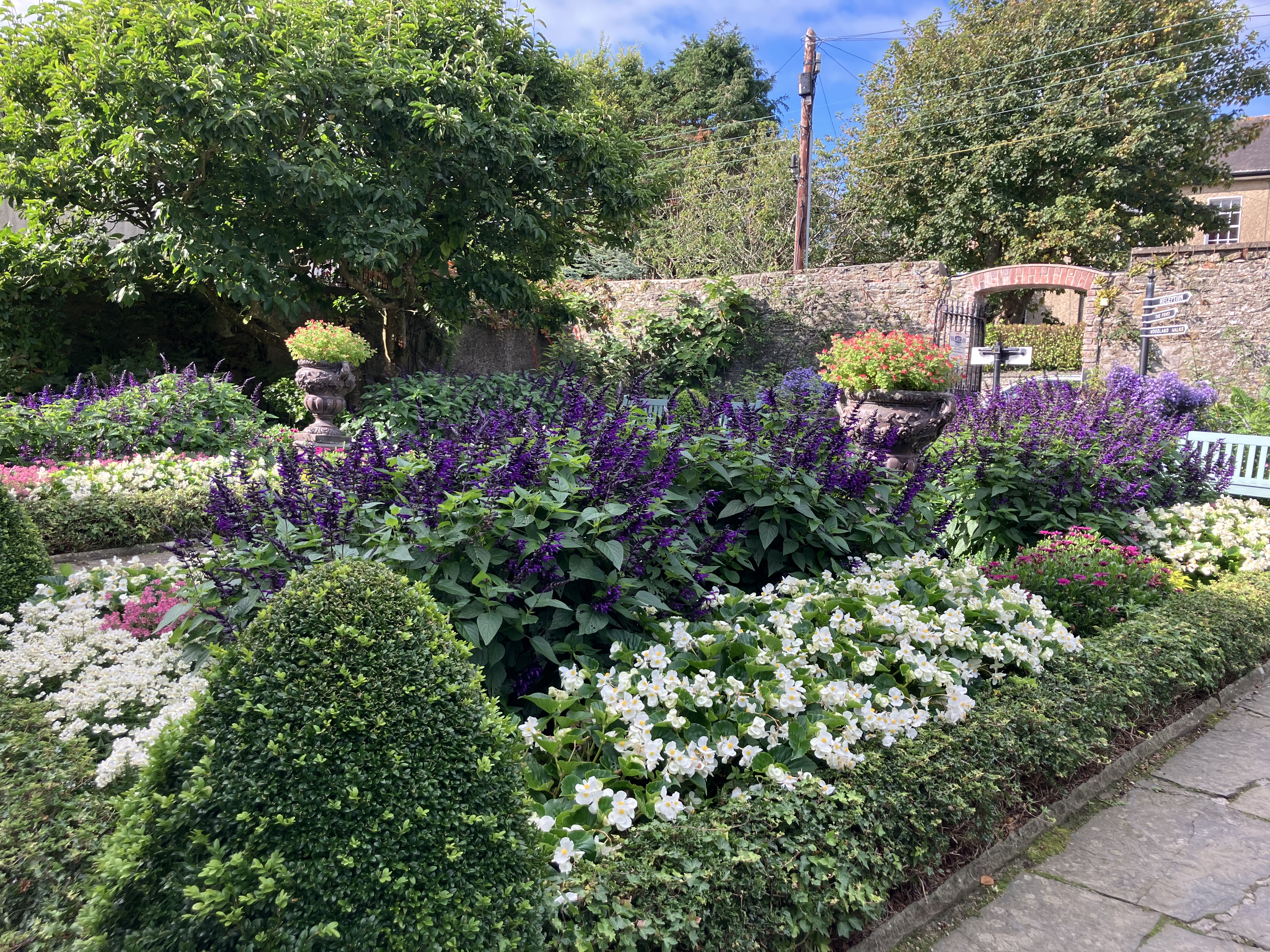
入り口にあるヴィクトリアン・ガーデン

11種類のテーマに基づく庭がある。ハーンの生涯をふりかえる構成になるよう、複数のスタイルが違う庭が配置されている。その「波乱に富む生涯」を反影し、イギリスでの子ども時代を象徴するヴィクトリアン・ガーデンから始まり、後半は日本庭園となる。日本庭園は池や茶室、日本風のあずまやをそなえている。庭園の主なレイアウトはマーティン・カランが、ヴィクトリアンガーデンとアメリカンガーデンのレイアウトはローラ・カシンが担当した。

## 評価

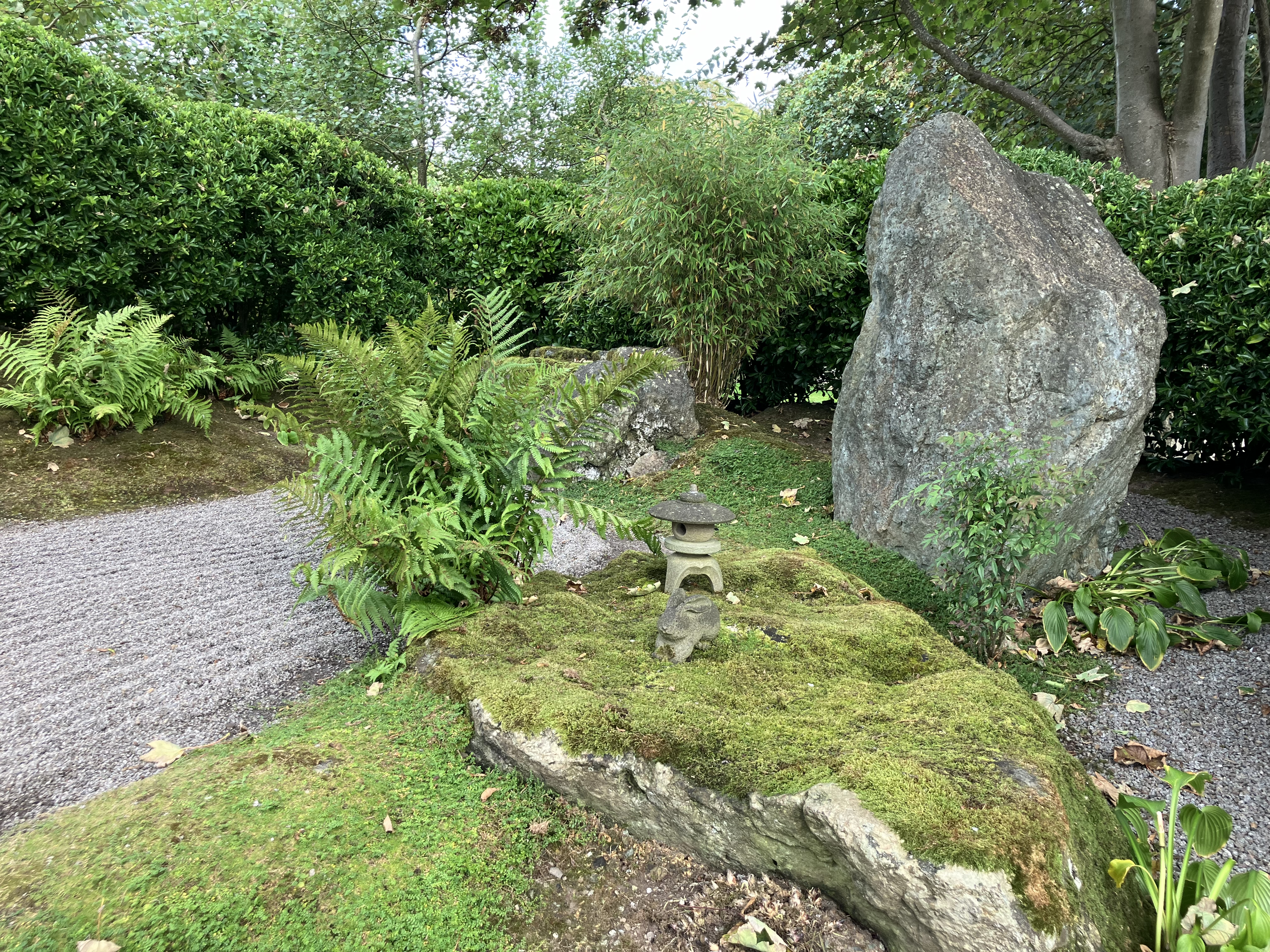
日本庭園

当初は庭園の状態に批判があったが改善され、2021年のウォーターフォード県市議会の議論では、以前は「廃墟のゴミ捨て場」同然の場所がその後トラモアの「宝」になったと評された。1年中オープンしており、地元の魅力ある観光地として扱われている。庭園は結婚式などにも使用できる。